# 姐弟共骑
《姐弟共骑》是一幅由立陶宛艺术家欧内斯特·扎哈雷维奇创作，位于马来西亚槟城乔治市本头公巷（Lebuh Armenian）的壁画。

## 背景
2011年，姐姐陈一（5岁）与弟弟陈肯（3岁）姐弟俩跟随父亲陈景元一同外出参与写生活动，在槟城观音亭骑上立陶宛画家恩纳斯带回来的一辆旧款红色自行车玩乐，恩纳斯用镜头捕捉这一瞬间，成为壁画的创造原型。